# 大同薬品工業
大同薬品工業株式会社（だいどうやくひんこうぎょう、英: DAIDO PHARMACEUTICAL CORPORATION）は、日本の製薬会社である。ダイドー、大同薬品とも略称される。
かつては大同薬品を中心とするグループであったが、ダイドーグループホールディングス株式会社（DyDo-Gr Holdings Limited）を中心とした持株会社制に移行した。本項では、これについて割愛する。

## 概要
日本の医薬品企業では新興の部類に入り、武田薬品工業をはじめとする大手に続く、中堅メーカーである。
関連企業のダイドードリンコは、1975年（昭和50年）に大同薬品工業から飲料・営業部門が分離独立し、設立されたものである。
2016年2月24日には、持株会社体制への移行を目的としてダイドードリンコ分割準備株式会社を設立、ダイドーグループホールディングス傘下に入り、上場を廃止した。
なお、富山県高岡市にかつて存在した医薬品製造の大同製薬とは人的・資本関係は一切無い。

## 沿革
- 1956年（昭和31年）7月 - 奈良県御所市1363番地にて、大同薬品株式会社を設立。
- 1959年（昭和34年）1月 - 社名を大同薬品工業株式会社に変更。
- 1965年（昭和40年）12月 - 本社を大阪市東区道修町（現在の大阪市中央区）に移転。
- 1967年（昭和42年）7月 - 本社工場を奈良県御所市780番地に新築移転。
- 1975年（昭和50年）1月 - 本社から営業部門を分離してダイドー株式会社（後のダイドードリンコ）を設立
- 1983年（昭和58年）3月 - 本社を大阪市中央区西心斎橋に移転。
- 1991年（平成3年）
  - 3月 - 工場を奈良県北葛城郡新庄町（現在の奈良県葛城市）に新築移転。
  - 5月 - 開発部を東京分室（現在の東京事務所）に開設。
- 1999年（平成11年）7月 - 第2工場を竣工。
- 2001年（平成13年）3月 - 第3倉庫を竣工。
- 2003年（平成15年）12月 - 第4倉庫を竣工。ISO 9001認証を取得。
- 2005年（平成17年）9月 - 本社を奈良県葛城市に移転。
- 2013年（平成25年）6月 - FSSC 22000（英語版）の認証を取得。
- 2014年（平成26年）9月 - 大阪事務所を開設。
- 2019年（令和元年）9月 - 群馬県館林市に関東工場を開設。

## 企業理念
- 事業に対する考え方：わたしたちは、社会的ニーズに合った医薬品を中心とする。
- 社会的使命：健康飲料等の「開発」と「製造」「販売」をビジネスのテーマに社会的使命社会に対して安全かつ信頼される製品を提供し、すべての人々の健康と幸福に貢献することを使命とします。
- 目標：そして、わたしたちは開発型企業として「業界のトップグループ」に存在することを目指し 「優れた医薬品の創出を通じて人々の健康と医療の未来に貢献する。」

## 品質方針
- 当社は、お客さまが期待される、安全かつ信頼のおける製品を安定的に供給することを最優先の目的とします。このため、以下の品質方針を定めます。

## 歴代社長
- 高松富博
- 高橋豊
- 宮地誠

## 事業所
- 本社・工場 〒639-2121 奈良県葛城市新村214番地1
- 東京事務所 〒103-0022 東京都中央区日本橋室町4丁目1-21 近三ビル6階
- 大阪事務所 〒541-0044 大阪府大阪市中央区伏見町4丁目4-10 新伏見町ビル2階